# 托雷·雷吉紐森
托雷·雷吉紐森（挪威語：Tore Reginiussen；1986年4月10日—）是一位已退役挪威足球運動員。在場上的位置是後衛。。他也代表挪威國家足球隊參賽。